# Anaida Stepanowna Sumbatjan
Anaida Stepanowna Sumbatjan (russisch Анаи́да Степа́новна Сумбатя́н, englische Transliteration Anaida Stepanovna Sumbatyan, wiss. Transliteration Anaída Stepánovna Sumbatján, * 1905; † 1985) war eine armenische Pianistin und Musikpädagogin. Sie war zeitweise die meistgefragte Klavierlehrerin der Sowjetunion.

## Leben und Wirken
Sumbatjan hatte am Sankt Petersburger Konservatorium unter Maria Kalantarova eine Pianistenausbildung abgeschlossen. Anaida Sumbatjan leitete viele Jahre die Klavierklasse an der Zentralen Musikschule in Moskau. Sie wurde die einzige Lehrerin, die zwei Gewinner des Internationalen Tschaikowski-Wettbewerbs hervorbrachte: Vladimir Ashkenazi und Vladimir Krainev. Weitere Schüler von Anaida Sumbatjan waren Nelly Akopian, Nina Kogan, Tigran Alikhanov, Oxana Yablonskaya, Gennadi Roschdestwenski, Constantine Orbelian, Igor Bezrodny, Maxim Mogilevsky, Philip Koltsov, Sergey Musaelyan und Dmitry Feofanov. 
1954 erhielt Sumbatjan die Medaille „Für heldenmütige Arbeit“ und 1966 die Auszeichnung Verdienter Lehrer der Russischen Sowjetrepublik.
Sumbatjan war laut Oksana Yablonskaya zweifellos eine herausragende Persönlichkeit und eine ausgezeichnete Lehrerin. „Sie hatte ein unüberbietbares pädagogisches Talent. Sie erlaubte nicht die geringste Vertrautheit, nicht die geringste Vereinfachung im Klavierspiel. Sie hatte einen makellosen Geschmack.“